# Prebeneg
Prebeneg (italijansko Prebeneg) je naselje na Tržaškem v Občini Dolina.
Prebeneg je slovenska zamejska vas na severnem robu Istre v Italiji, z okoli 150 prebivalci. Nahaja se v občini Dolina, v Bregu. Naselje leži okoli 10 km jugovzhodno od Trsta, na nadmorski višini okoli 231 mnm.

## Ime
Ime naselja je bilo poitalijančeno v Prebenico leta 1923 v času fašističnega režima. Fašistično italijansko ime se je ohranilo do leta 2017, ko je ime Prebeneg postalo edino uradno ime tako v slovenskem kot v italijanskem jeziku.

## Zgodovina
Nad sedanjo vasjo je prazgodovinsko gradišče. V poznem srednjem veku so leta 1611 v vasi zgradili cerkev sv. Antona. V drugi svetovni vojni je bilo 2. oktobra 1943 v ofenzivi nemške vojske požganih 12 hiš, 12. junija 1944 pa še dva gospodarska poslopja. Požar na Krasu leta 2022 je prizadel tudi Prebeneg.

## Zanimivosti
Tradicionalna gospodarska dejavnost v vasi je vinogradništvo in sadjarstvo (češnje). V vasi se je ohranil tradicionalni običaj praznovanja pomladi 1. maja - postavljanje mlaja. 